# Ramstedt (Allemagne)
Pour les articles homonymes, voir Ramstedt.
Ramstedt est une municipalité allemande située dans le land du Schleswig-Holstein et dans l'arrondissement de Frise-du-Nord. En 2015, sa population est de 435 habitants.